# بربل يحياوي
بربل يحياوي (الاسم العلمي: Luciobarbus yahyaouii) هو نوعٌ من الشبوطيات المُستوطنة في المغرب تُوجد في نهر ملوية.